# Pierdonato Cesi (1583-1656)
Pierdonato Cesi (Roma, 1583 – Roma, 30 gennaio 1656) è stato un cardinale italiano.

## Biografia
Nacque da una nobile famiglia romana, figlio di Federico Cesi (di Oliveto) e Pulcheria Orsini : era imparentato con i cardinali Paolo Emilio Cesi, Federico Cesi, Pierdonato Cesi seniore e Bartolomeo Cesi. Compì gli studi sotto la guida dei padri oratoriani e successivamente conseguì la laurea in giurisprudenza.
Entrò nella Curia romana, con l'incarico di referendario del Supremo Tribunale della Segnatura Apostolica. Fu nominato governatore a Civitavecchia dal 1627 al 1630.
Il 16 dicembre 1641 papa Urbano VIII lo creò cardinale e il 10 febbraio 1642 ricevette il titolo di San Marcello.
Partecipò ai conclavi del 1644 e del 1655, che elessero rispettivamente papa Innocenzo X e papa Alessandro VII.
Morì a Roma e fu sepolto nella basilica di Santa Prassede.

## Ascendenza
|                                             |                                            |                                              | Genitori                                  |  |  | Nonni |  |  | Bisnonni                                 |  |  | Trisnonni                      |  |
|                                             |                                            |                                              |                                           |  |  |       |  |  | Venanzio "Chiappino" Cesi, nobile romano |  |  | Pierdonato Cesi, nobile romano |  |
|                                             |                                            |                                              |                                           |  |  |       |  |  | Venanzio "Chiappino" Cesi, nobile romano |  |  | Pierdonato Cesi, nobile romano |  |
|                                             |                                            | Lucrezia degli Atti                          |                                           |  |  |       |  |  | Venanzio "Chiappino" Cesi, nobile romano |  |  |                                |  |
| Pietro Cesi, nobile romano                  |                                            |                                              |                                           |  |  |       |  |  | Venanzio "Chiappino" Cesi, nobile romano |  |  |                                |  |
|                                             |                                            | Filippa Uffreduzzi                           | Nicodemo Uffreduzzi, patrizio di Todi     |  |  |       |  |  |                                          |  |  |                                |  |
|                                             |                                            | Filippa Uffreduzzi                           | Nicodemo Uffreduzzi, patrizio di Todi     |  |  |       |  |  |                                          |  |  |                                |  |
|                                             |                                            | Filippa Uffreduzzi                           | …                                         |  |  |       |  |  |                                          |  |  |                                |  |
| Federico Cesi, signore di Cantalupo         |                                            | Filippa Uffreduzzi                           |                                           |  |  |       |  |  |                                          |  |  |                                |  |
|                                             |                                            | …                                            | …                                         |  |  |       |  |  |                                          |  |  |                                |  |
|                                             |                                            | …                                            | …                                         |  |  |       |  |  |                                          |  |  |                                |  |
|                                             |                                            | …                                            | …                                         |  |  |       |  |  |                                          |  |  |                                |  |
| Giulia degli Atti                           |                                            | …                                            |                                           |  |  |       |  |  |                                          |  |  |                                |  |
|                                             |                                            | …                                            | …                                         |  |  |       |  |  |                                          |  |  |                                |  |
|                                             |                                            | …                                            | …                                         |  |  |       |  |  |                                          |  |  |                                |  |
|                                             |                                            | …                                            | …                                         |  |  |       |  |  |                                          |  |  |                                |  |
| Pierdonato Cesi                             |                                            | …                                            |                                           |  |  |       |  |  |                                          |  |  |                                |  |
|                                             | Valerio Orsini, consignore di Monterotondo | Giulio Orsini                                |                                           |  |  |       |  |  |                                          |  |  |                                |  |
|                                             | Valerio Orsini, consignore di Monterotondo | Giulio Orsini                                |                                           |  |  |       |  |  |                                          |  |  |                                |  |
|                                             | Valerio Orsini, consignore di Monterotondo | Margherita Conti, nobile romana              |                                           |  |  |       |  |  |                                          |  |  |                                |  |
| Giordano Orsini, consignore di Monterotondo | Valerio Orsini, consignore di Monterotondo |                                              |                                           |  |  |       |  |  |                                          |  |  |                                |  |
|                                             |                                            | Giovanna Maria Euffreducci                   | Tommaso Euffreducci, conte di Montechiaro |  |  |       |  |  |                                          |  |  |                                |  |
|                                             |                                            | Giovanna Maria Euffreducci                   | Tommaso Euffreducci, conte di Montechiaro |  |  |       |  |  |                                          |  |  |                                |  |
|                                             |                                            | Giovanna Maria Euffreducci                   | Celanzia Oddi                             |  |  |       |  |  |                                          |  |  |                                |  |
| Pulcheria Orsini, nobile romana             |                                            | Giovanna Maria Euffreducci                   |                                           |  |  |       |  |  |                                          |  |  |                                |  |
|                                             |                                            | Flaminio dell'Anguillara, signore di Stabbia | Giovanni Battista dell'Anguillara         |  |  |       |  |  |                                          |  |  |                                |  |
|                                             |                                            | Flaminio dell'Anguillara, signore di Stabbia | Giovanni Battista dell'Anguillara         |  |  |       |  |  |                                          |  |  |                                |  |
|                                             |                                            | Flaminio dell'Anguillara, signore di Stabbia | Lucrezia Orsini                           |  |  |       |  |  |                                          |  |  |                                |  |
| Lucrezia dell'Anguillara                    |                                            | Flaminio dell'Anguillara, signore di Stabbia |                                           |  |  |       |  |  |                                          |  |  |                                |  |
|                                             |                                            | Maddalena Strozzi                            | Filippo Strozzi il Giovane                |  |  |       |  |  |                                          |  |  |                                |  |
|                                             |                                            | Maddalena Strozzi                            | Filippo Strozzi il Giovane                |  |  |       |  |  |                                          |  |  |                                |  |
|                                             |                                            | Maddalena Strozzi                            | Clarice de' Medici                        |  |  |       |  |  |                                          |  |  |                                |  |
|                                             |                                            | Maddalena Strozzi                            |                                           |  |  |       |  |  |                                          |  |  |                                |  |